# Reicheltia halsteadi
El Reicheltia halsteadi  es una especie de pez actinopeterigio marino, la única del género monotípico Reicheltia de la familia de los tetraodóntidos.

## Morfología
Como otras especies de la familia, se caracterizan por una piel dura cubierta por pequeñas escamas espinudas, una placa dental similar a un pico dividida por una sutura mediana, una abertura branquial en forma de hendidura anterior a la base de la aleta pectoral, una única aleta dorsal generalmente de base corta y una aleta anal única de base corta. La longitud máxima descrita es de un macho de 16 cm.
Son capaces de inflar sus abdómenes con agua cuando están asustados o perturbados y son capaces de producir y acumular toxinas en su cuerpo, aunque esta especie parece inofensiva para los humanos.

## Distribución y hábitat

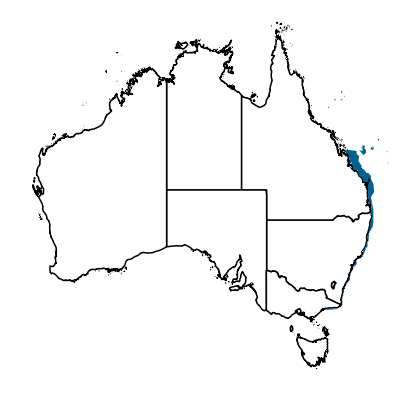
Distribución de Reicheltia halsteadi

Se distribuye por el suroeste del océano Pacífico, desde Queensland hasta Nueva Gales del Sur (Australia). Es una especie de comportamiento demersal que se encuentra a profundidades que van desde casi la superficie hasta los 80 metros, y se sabe que habita en bahías protegidas y áreas arenosas más allá de la zona de oleaje. Los jóvenes forman cardúmenes sobre el fondo arenoso.
No parece ser demasiado común en todo su rango conocido, aunque no se conocen amenazas específicas a esta especie, cuyo rango de distribución se superpone con varias reservas marinas que lo protegen.